# 菘翁美術館
菘翁美術館（すうおうびじゅつかん）は、徳島県徳島市新蔵町にある美術館。江戸時代の書家である貫名菘翁の作品を自宅の2階を美術館にして展示している。

## 利用情報
- 開館時間：10:00〜15:00
- 休館日：第2土曜日以外
- 入場料：一般500円、学生400円

## 交通
- JR徳島駅からバスで約5分「新蔵町」下車、東へ100メートル、北側。